# 函館ラ・サール中学校・高等学校
函館ラ・サール中学校・高等学校（はこだてラ・サールちゅうがっこう・こうとうがっこう）は、北海道函館市日吉町に所在し、中高一貫教育を提供する私立男子中学校・高等学校。
高等学校において、中学校から入学した内部進学の生徒と高等学校から入学した外部進学の生徒との間で、第2学年から混合してクラスを編成する併設混合型中高一貫校。同じラ・サール修道会が創設した兄弟校として、ラ・サール中学校・高等学校（鹿児島県鹿児島市）がある。

## 概要
1932年（昭和7年）にラ・サール修道会が来日し、函館市での学校設立を計画した。1934年（昭和9年）に同市で函館大火が発生すると、同市での学校設立を断念して一行は本州に渡り、仙台市に外国語学校を設立した（ラ・サール・ホーム#沿革を参照）。1950年（昭和25年）に鹿児島市にラ・サール中学校・高等学校を開校した後、函館市での開校を再び目指し、1960年（昭和35年）に函館市日吉町に函館ラ・サール高等学校が設立された。
1999年（平成11年）に函館ラ・サール中学校を新設、中高一貫教育となった。
寮を設置し、日本全国から入学者を受け入れている。また高校生に限り下宿が認められる。中学の約7割、高校の約6割が寮生であり、関西・中部地方出身者も多い。
寮においては、中学は3年間、高校からの入学者は最初の1年間、全国唯一の「50人大部屋寮」で過ごす。
入試会場は函館の本校のほか、札幌、東京、大阪、名古屋にも置かれている。
グラウンドが広く、バスケットボールのコートが2面取れる広さの体育館が2つあり、野球、サッカー、ラグビー、テニスを同時に行うことが可能である。

## 沿革
- 1959年
  - 1月 - 学校法人函館ラ・サール学園設立認可。
  - 10月 - 函館ラ・サール高等学校開校認可。初代校長ブラザー・ローラン・ルエル就任。
- 1960年4月 - 函館ラ・サール高等学校開校。4学級。
- 1961年9月 - 第2代校長ブラザー・モーリス・ピカール就任。
- 1964年8月 - 第1寮完成。
- 1965年10月 - 校舎（図書・音楽・社会科教室等）増築。
- 1967年
  - 1月 - 第3代校長ブラザー・アンリー・ラクロワ就任。
  - 8月 - 生徒食堂新設。
- 1968年11月 - 講堂・クラブ室増築。
- 1969年4月 - 制帽着用自由化。
- 1993年4月 - 第4代校長ブラザー・アンドレ・ラベル就任。
- 1999年4月 - 函館ラ・サール中学校開校。
- 2004年4月 - 第5代校長ブラザー・フェルミン・マルティネス就任。
- 2006年1月 - 高校入試で推薦入試を実施。
- 2010年10月 - 創立50周年を迎える。
- 2019年4月 - 第6代校長ブラザー・ロドリゴ・テレビニョ就任。
- 2023年4月 - 第7代校長(現校長)齋藤瑞木就任。歴代校長では初めて日本人かつ修道士でない校長となった。

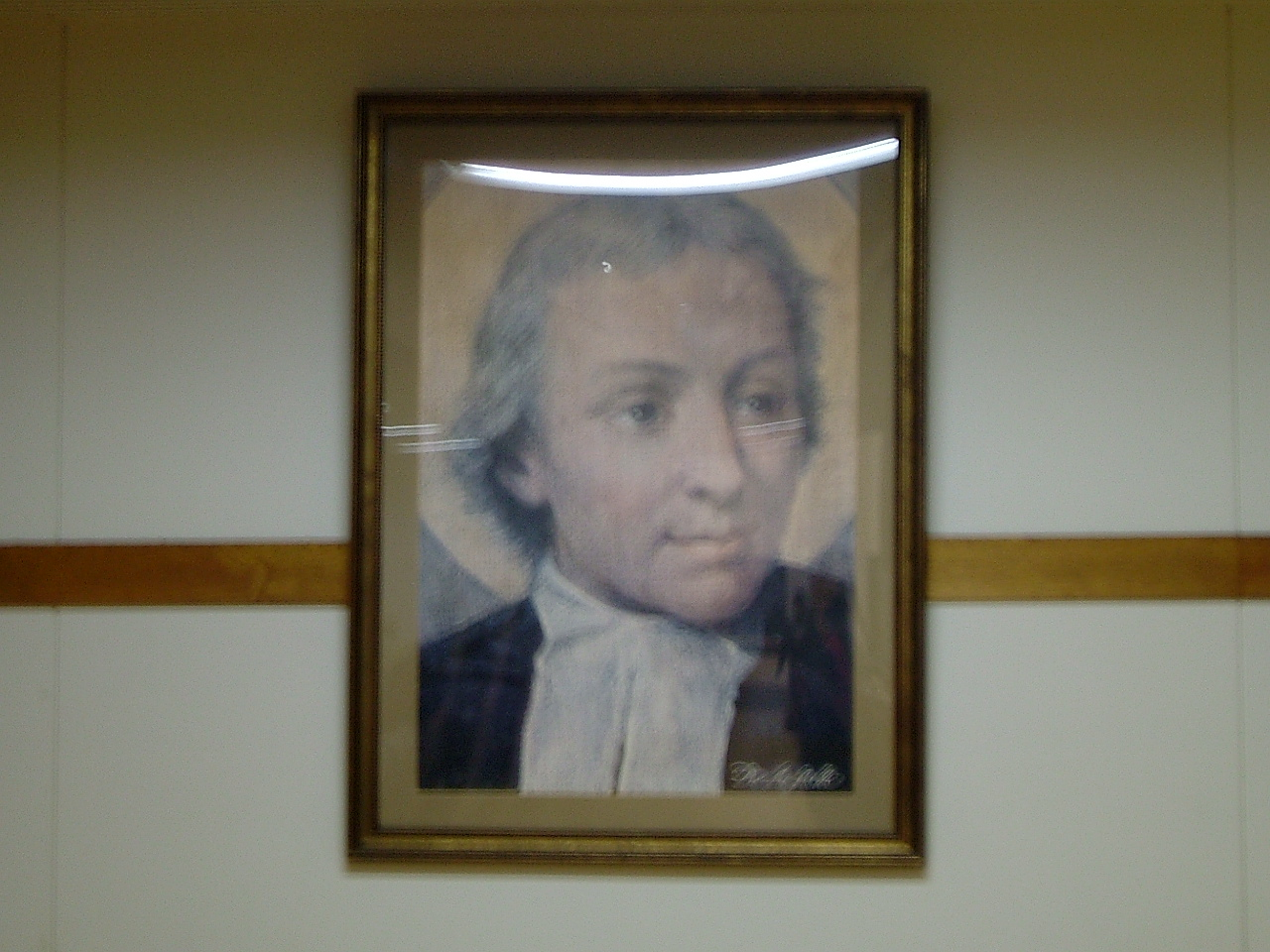
ラ・サール像

## 教育理念
教育の方針
- キリスト教の広く豊かな隣人愛の精神を養います。
- 新時代の人間として、世界に対する広く正しい認識を養います。
- 知・心・体の調和の取れた、社会に役立つ人間を育てます。
- 一人一人の能力を最大限に伸ばします。

教育の特色
- バランスの取れた教育内容で、「学力」と「心」を育てる[10]。
- 学園の根本的な考え方はファミリー・スピリット（家族的精神）である。父や兄のように、教師との信頼関係を通して、生徒たちに行動上の自覚を促し、学校の名誉を重んずる態度を養っている[11]。
- 寮生活の「大部屋寮」もその特色を表すものとなっている。
- カトリックのミッションスクールという特色を活かした倫理宗教の科目や、国際性を重視した英語教育など、「知」・「心」・「体」の育成に積極的に取り組んでいる。

## 象徴

### 服装
中学は制帽がないが、制服と指定ジャージがある。高校はかつて制服制帽の規定があったが、現在は私服となっている。

### 校歌等
函館ラ・サール学園では、校内行事の際に下記の3曲が歌われる。
- ラ・サール讃歌
- 函館ラ・サール学園 校歌
- 函館ラ・サール学園 学生歌

開校当初は「ラ・サール讃歌」を正式な校歌とする予定であったが、諸事情によりそれが認められず、やむなく本校独自の校歌が制定された経緯がある。ただし鹿児島市のラ・サール学園や海外の系列校は「ラ・サール讃歌」を事実上の校歌として扱っていることから、本校でも「ラ・サール讃歌」を校歌に相当する曲として取り扱っている。そのため、本校の校歌は事実上複数あるともいえる。
これらとは別に学生歌 "It's a long way to La Salle High School" も制定されている。この曲は遥かなティペラリーの替え歌であるが、原曲とは異なり英語版のみである（行事の際も英語で歌われる）。

## 教育内容

### 課業
一週間の授業数は中学37時限、高校39時限で、毎週土曜日も4時限の授業を行っている。
授業は1コマ45分となっている。出欠は授業後に取る。これにより時間を効率的に使うことができ、部活の時間が確保できている。

### 編成
中学は1学年約80名の3クラス編成。高校は、高校からの入学者（高入生）と併せて1学年約120名の6クラス編成となっている。
高入生のクラスを2つに絞る場合もある。
高2から中入生と高入生の混合クラスになり、文系と理系に分かれる。

### カリキュラム
高2からでも、英語と数学だけは中入・高入別の授業を行っている。
定期テストは年6回（中間試験が、前期と後期で2回ずつある）以外に、実力テストや各種模試を実施。長期休暇には講習・補習も開講している。
中3になると高校の内容に入る。

### 宗教
高3まで週に1回、「倫理宗教」の授業がある。
ミッションスクールの宗教の授業では普通、キリスト教について教えるが、世界中で起こっている問題、本校ではその時期に起こった事件や、関心の高い事象、たとえば差別、戦争と平和などいろいろな問題をテーマにディスカッションを行っている。
さまざまな問題を考える契機となり、このことは、自己推薦やAO入試など、大学入試の小論文や面接などへの大きな力になっている。

## 学校行事
- 4月 - 対面式
- 5月 - 聖ラ・サールの日の集い、高校壮行会
- 6月 - 高校遠足（「速歩遠足」）、芸術鑑賞
- 7月 - 中体連大会・高体連大会、学園祭
- 9月 - 球技大会
- 10月 - フィールドワークおよび発表会（中1・中2）、宿泊研修（高1）
- 11月 - 追悼式、高校生徒会役員選挙
- 12月 - 海外研修旅行（中3、北米、7泊9日）、クリスマス会
- 1月 - スキー研修
- 2月 - 雪中運動会

「速歩遠足」は高校生が参加する伝統ある名物行事であり、27.3kmコースの完歩を目指す。以前は南茅部町から学校まで帰ってくるコースだったが、現在は学校をスタートして折り返し、学校に戻ってくるコースに変更された。

## 部活動
高2で終える学校も少なくない中、本校の運動部は、ほとんどの生徒が高3のインターハイまで続けている。全体的に、強い部活が複数あるのが特徴で高校ラグビー部は2015年に地区大会を勝ち抜いて南北海道の代表として東大阪市の花園ラグビー場での全国大会に初出場、高校テニス部は毎年インターハイに出場、高校吹奏楽局は東日本大会に出場している。
本校では3教科で赤点を取ると、次の試合に出られないというルールがある（高校のみ）。

### 部一覧
- 運動系
  - 両校サッカー部
  - 両校柔道部
  - 両校水泳部
  - 両校体操部
  - 両校卓球部
  - 両校バスケットボール部
  - 両校バレーボール部
  - 両校ラグビー部
  - 両校陸上部
  - 高校アーチェリー部
  - 高校硬式野球部
  - 高校軟式野球部
  - 高校テニス部
  - 高校ソフトテニス部
  - 高校バドミントン部
  - 高校ハンドボール部
  - 高校ワンダーフォーゲル部
  - 中学テニス部
  - 中学野球部
- 文化系
  - 両校棋道部
  - 両校グリー部
  - 両校茶道部
  - 両校写真部
  - 高校一般音楽部
  - 高校映画研究部
  - 高校英語研究部
  - 高校ジャズ研究部
  - 高校先端科学技術天文部
  - 高校ボランティア部
  - 高校漫画研究部
  - 高校ミッション部
  - 中学吹奏楽部
  - 中学放送部
  - 中学理科部
- 外局
  - 高校応援団
  - 高校新聞局
  - 高校図書局
  - 高校吹奏楽局
  - 高校放送局
- 同好会
  - 高校空手同好会
  - 高校クイズ研究会
  - 両校ドイツ文化研究会
  - 両校数学研究会

## 寮

### 特徴
校舎に隣接して寮がある。中高合わせて600人近くの生徒がいることに加え、大部屋での生活であることから、寮専門の寮頭を置き、教員免許を持った寮教員と寮母を15人配置している。
本校には寮教育カリキュラムがあり、教員だけでなく、生徒がチューターを務める制度がある。（後述）
中学生の約7割、高校生の約6割が寮で生活している。中学生の半数以上が三大都市圏の出身者で、北海道と東北出身者の合計よりも多い。
なお、寮生は住民票を寮に移すため、入寮者は函館市民となる。

### 寮形態
中学寮と高校寮に分かれている。高校寮は函館ラ・サール高等学校開校50周年記念事業として新寮が建設され、2010年4月28日より運用が始まった。
中学生と外進と呼ばれる高校受験進学による高校1年生は、同期の寮生全員が1つの部屋で過ごす「大部屋」（別名「タコ部屋」等）で過ごす。内進と呼ばれる内部進学高校1年生と高校2･3年生は「4人部屋」で生活する。自分のスペースはベッドの上・衣装ケース・ロッカー・自習室の机および本棚のみであり、それ以外はすべて共用スペースとなる。

### 高校新寮
収容定員は各学年136名、総計408名。5階建て。
旧寮と異なり、浴場と食堂を除き、高校生の利用する寮施設の主なものが1つの建物に集約されている。また、半世紀を経た節目として寮内の内装も大幅に一新され、明るい照明と自然光を多く取り入れる設計で暖かな雰囲気を醸し出している。
「新寮」とは現在の寮生および職員による通称であり、正式な名称ではない。

### 高校旧寮
新寮設置に伴い解体された。本項目では取り壊し直前の旧寮について概要を述べる。
旧寮は1・2・3寮と、主に学年によって異なる棟が割り当てられていた。
1寮
外部進学の高校1年生の75人定員大部屋方式の寮であった。中学校併設前は100人定員の大部屋であり、一時は30人部屋が2室用意される形態をとっていた。1階にテレビと簡易の調理設備が備え付けられた娯楽室があった。洗面所は1階にあり、洗面用具は全員そこへ置いていた。雪が降るまでは、就寝時間まで屋上が解放されていた。1年生の自習室は2.5寮からの渡り廊下を通って行き、朝の点呼はそこで行われた。
2寮
内部進学の高校1年生と全ての高校2年生専用の寮で、4人部屋（2人部屋・5人部屋も若干あり）で構成された3階建ての施設であった。主に1・2階を2年生、3階を1年生が使用した。2寮と3寮の中間に位置する2階建ての建物（通称2．5寮）も管理上は2寮の一部であり、1階は柔道部・剣道部専用の乾燥室と自習室、2階は高校2年生専用の4人部屋が置かれた。
3寮
高校3年生専用の寮で、基本的な構造は2寮と同一であった。主に2・3階の4人部屋で生活することになっているが、下宿希望者および短期宿泊者（主に卒業生や教育実習生）は1階を使用することもあった。娯楽室は2階にあった。各階2箇所に調理場があり、簡単な調理をすることができた。

### 寮での学習

#### 義務自習制度
寮生は土曜など一部例外を除いて、一定時間に自習が義務付けられている。中学生、高1は自習室でそれぞれ取り組み、高2・高3は自分の部屋で取り組む。
- 中学生 - 19:20～20:45・21:00～22:10
- 高1・高2 - 19:55～21:30・21:45～23:00

高校3年生は原則として義務自習は存在しない（担当の寮監により対応が一部変わる）が、それに相当する時間は部屋内でルールを決めて自主的に勉強する者が多い。高校3年生は、あらかじめ年度の初めに、スケジュールを提出する。なお、テスト期間中（最終日を除く）は30分延長される。

#### チューター制度
先輩が新入生に寮のすべてを教える「チューター制度」を実施している。50年ほどの伝統がある。チューターとは本来家庭教師の意味だが、寮内におけるチューターは新入生にとって寮のルールを教わる「家庭教師」であり、最初に交流を深める先輩でもある。
チューターになれるのは内進の学業・生活態度が優秀な中学2年生と外進の高校2年生である。また、チューター経験のある中・高3で、チューターの仕事を教えたりするアドバイザーが1人（中学では2人）設けられる。

### 寮則
持ち込み禁止物品

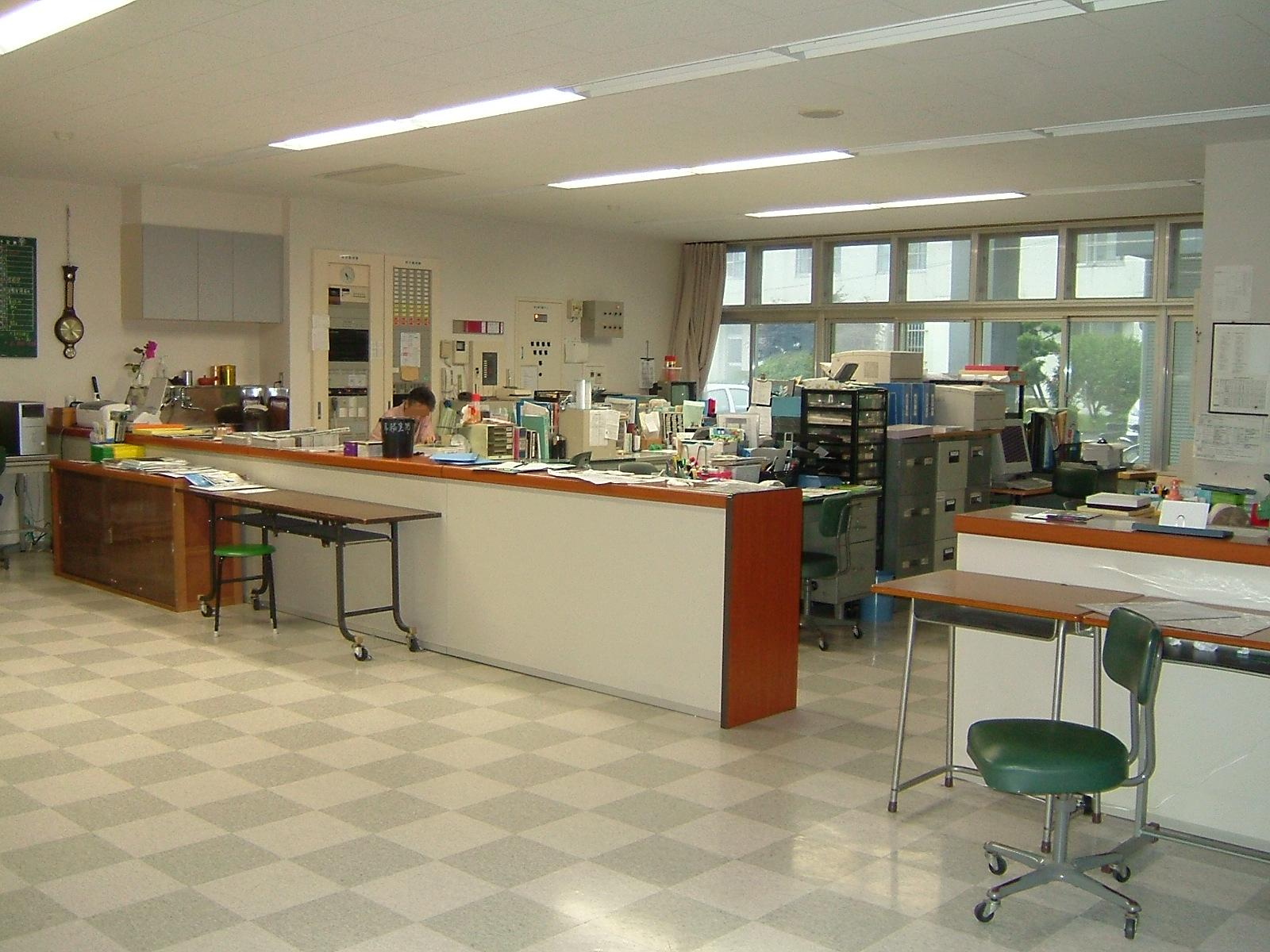
寮事務室

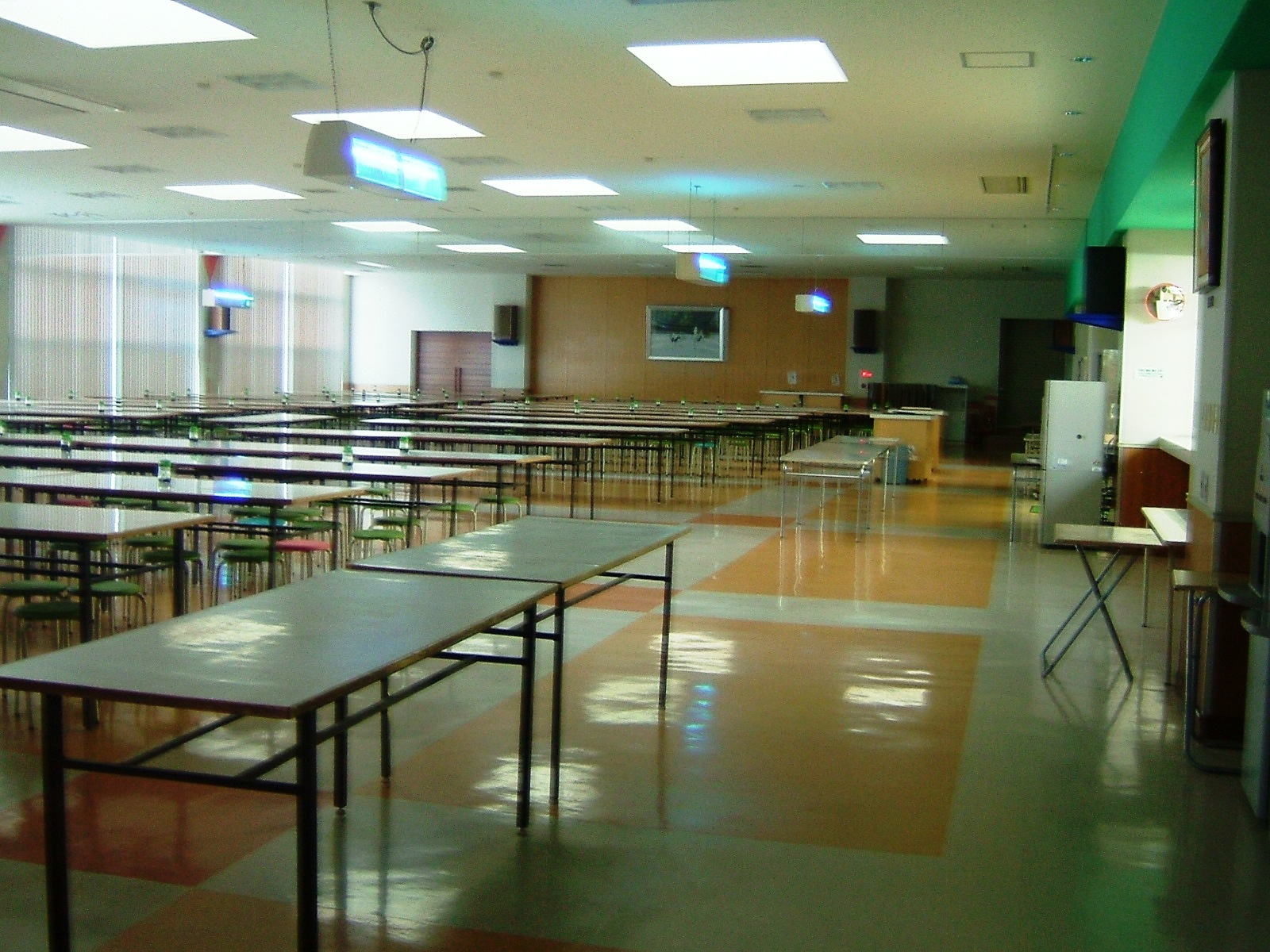
寮食堂

集団生活の特性上、持ち込み物品の規制を行わない場合、学業に専念したい生徒への妨害行為となる可能性が高い。よって、禁止物品の数は多岐にわたる。具体的には、携帯電話（スマートフォン・タブレット含）、パソコン、テレビ、ビデオ・DVDプレーヤー、携帯ゲーム機、ゲームソフト、麻雀、花札、コンポ、キャラクターカードなどが挙げられ、最近では新たにiPodも規制対象に加えられている。基本的に動画再生あるいはインターネット接続可能な電子機器は禁止である。ただし友達同士の親睦を図ることができ、勉強のストレス解消にもつながるという理由により、トランプ類（非キャラクター系）や囲碁・将棋・オセロ等のボードゲーム（非賭博系）は認められている。
門限・点呼制度
高校生は19:50、中学生は5:45を持って門限となる。ただし、塾通学等の特別な事情がある場合は最大21時30分まで門限の延長が認められる（高校生のみ。ただし事前の手続きが必要）。
また、門限以降に寮生が全員揃っているかを確認するため、全学年に点呼制度を採用している。高校1年生の場合、朝 (07:30)、義務自習開始 (19:55)、義務自習中（21:45）の計3回にわたり、自習室の自分の机で点呼を受ける。高校2年生は義務自習開始と義務自習中の2回となり、高校3年生は20時と22時の2回である。
寮生番号制度
入寮時、総ての寮生に「寮生番号」が付与され、呼び出しなどで用いられる。中学生と内進高校生はアルファベット＋1～2桁の数字（例：C45・D1）、外進高校生はアルファベット＋3桁の数字（例：F101・D256）で構成される。
義務自習中のルール
基本的に飲食・私語・音楽は禁止されていて、中学寮では、自習室内常時私語・飲食・飲食物の持ち込みが禁止されているが、高校生に関しては飲料水と音楽は認められている。厳密には、音楽プレイヤーの使用は「英語のリスニング教材のみ」と限定されている。

## 下宿
高校生のみに認められている。過去に数度だけ入寮希望者が超過したため寮に入れなかった数名が下宿に回ったことがある。なお、寮生は悪質行為（飲酒・たばこ・盗み・門限破りなどの規則違反ほか）や原級留置（いわゆる留年）をした場合は退寮処分となり、下宿生活を余儀なくされる。

## 登下校

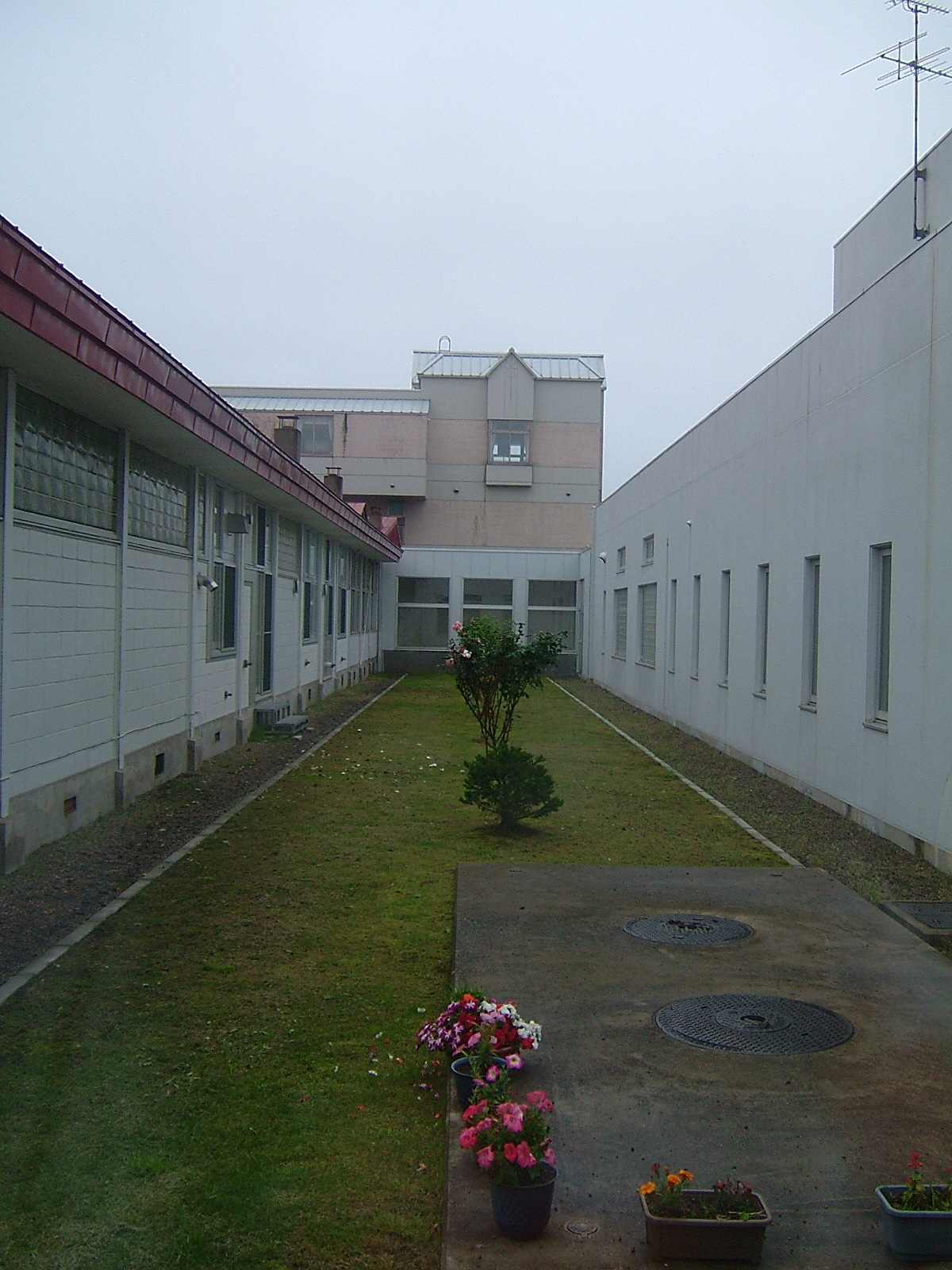
寮の中庭

寮と学校は食堂前の連絡通路（写真前方と右側の通路）で繋がっているが、この通路を利用して登下校できるのは高校生のみで、中学生は原則として外登校をしている。なお、この連絡通路には2つの連絡扉（電気錠）が設置されており、時間によって開閉する時間が異なる。なお、8時25分を過ぎると閉門となるため、高校生であっても外登校となり、自宅生・下宿生と同様8時30分までに登校できなければ遅刻者として扱われる。
中学は、8時30分までに登校を完了しなければいけない。

## 入試

### 中学入試
第1次（1月8日）は函館・札幌・東京・大阪の4会場で、第2次（2月3日）は函館・東京・名古屋・大阪の4会場で行われる。定員は105名。
4科（国算理社）または3科（算国理）を選択できる。国語（60分・100点）、算数（60分・100点）、理科（40分・50点）、社会（40分・50点）
- 4科を選択した場合、4科合計と3科合計の5分の6を小数第1位で四捨五入したもののうち、高い方を判定得点とする。
- 3科を選択した場合、3科合計の5分の6を小数第1位で四捨五入したものを判定得点とする。

### 高校入試
帰国生入試（20名程度）、推薦入試、県外特別入試、一般入試帰国生入試がある。定員は計220名。
推薦入試、県外特別入試は3科（国数英）、一般入試は5科（国数社英理）の各科100点である。
推薦入試では、面接や口頭試問は行われない。実施初年度の2006年度は国語に代わり小論文であった。

## 系列校
- 日本国内でラ・サール会が運営する学校の中では本校以外にラ・サール中学校・高等学校（鹿児島市）があり、両校は兄弟校である。
- また、児童養護施設のラ・サール・ホームおよびラ・サール会仙台修道院（ラ・サール会日本本部）が仙台市にある。
- この他、ラ・サール・ハウスと呼ばれる学生寮（大学生対象）が代々木上原と日野駅前にあったが、現在はいずれも閉鎖され、日本国内のラ・サール会関連施設は、函館・鹿児島・仙台に集約されている。
- 海外にはラ・サール会の修道院が経営する教育機関が約1,000校あり、著名な学校では、フィリピンのデ・ラ・サール大学もこの中に含まれる。
- なお、ラサール不動産投資顧問やラ・サール進学教室はラ・サール会とは一切関係がないため、本校とも無関係である。

## 著名な出身者

### 政治
- 工藤壽樹（前函館市長）
- 西尾正範（元函館市長）
- 菊谷秀吉（前伊達市長）
- 齊藤啓輔（余市町長）
- 梶谷惠造（元森町町長）
- 大隈和英（元衆議院議員、元厚生労働大臣政務官）
- 高井崇志（れいわ新選組幹事長、元衆議院議員）
- 石川知裕 （元衆議院議員）

### 経済
- 吉澤慶信（北海道国際航空AIRDO取締役会長）
- 菊池育夫（前北海道新聞社長、元日本新聞協会副会長）
- 山下弘（元ニッカウヰスキー会長、同社顧問）
- 本城愼之介（元楽天副社長）
- 丸谷智保（セイコーマート会長）
- 深澤祐二（東日本旅客鉄道社長）

### 司法
- 三木正俊（元日本弁護士連合会副会長、元北海道弁護士会連合会理事長、札幌市代表オンブズマン）
- 末永進（札幌高等裁判所部総括判事）
- 鈴木和宏（広島高等検察庁検事長、最高検察庁刑事部長）

### 学術・文化
- 中川俊男（第20代日本医師会会長）
- 吉田晃敏（前旭川医科大学学長）
- 岸田直樹（感染症専門医）
- 亀田俊和（国立台湾大学日本語文学系助理教授）
- 青山英樹（慶應義塾大学理工学部教授、元精密工学会副会長）
- 岡田信弘（北海道大学名誉教授、憲法学者）
- 梶浦桂司（元札幌大学法学部教授）
- 菅敏幸（静岡県立大学名誉教授）
- 柿崎繁（明治大学名誉教授）[15]
- 木村和範（北海学園大学名誉教授）
- 佐藤鉄男（中央大学法科大学院教授）
- 栖原暁（元東京大学国際センター長・教授）
- 曽我部正博（名古屋大学名誉教授、日本生物物理学会会長、日本比較生理生化学会会長）
- 乗木新一郎（北海道大学名誉教授、環境学者・水産学者）
- 玉山和夫（札幌学院大学教授）
- 橋本和仁（東京大学大学院工学系研究科教授）
- 髙橋智（日本大学文理学部教育学科教授・東京学芸大学名誉教授・放送大学客員教授）
- 靍日出郎（札幌大学教授・経営学研究科長）
- 西村孝司（北海道大学遺伝子病制御研究所教授）
- 野村修也（中央大学法科大学院教授、弁護士）
- 林忠行（北海道大学元副学長・理事）[要出典]
- 松久三四彦（北海道大学名誉教授・元同大学院法学研究科研究科長）
- 金谷武洋（モントリオール大学日本語学科長、言語学者「言語類型論」）
- 大沼邦博 - 関西大学名誉教授、法学者
- 三嶋典東（グラフィックアーティスト、武蔵野美術大学教授）
- のむらしんぼ（漫画家）
- 今野敏（作家）
- 角幡唯介（ノンフィクション作家）
- 宇野常寛（評論家）
- 村井康司（ジャズ評論家・俳人・編集者）
- 林慎一郎（劇作家）

### スポーツ
- 菅原崇聖（ラグビー選手、キヤノンイーグルス所属）
- 小林健太郎（ラグビー選手、キヤノンイーグルス所属）
- 金井大旺（陸上競技選手、ミズノトラッククラブ所属、2020東京オリンピック出場、元110mハードル日本記録保持者）
- 山本鉄弥（高校野球指導者）

### 芸能
- 辻野正人（映画・テレビドラマ監督、演出家）
- 槇大輔（声優、元アナウンサー）
- 廣瀬武央（声優）
- 植竹公和(放送作家)
- 鈴木基紀（建築家）
- 高佐一慈（お笑い芸人、コントユニット・THE GEESE）
- 田中永真（お笑い芸人、まんじゅう大帝国）
- 笹川敏幸（ミュージシャン、ゲームクリエイター）
- 杉山圭一（ミュージシャン、ゲームクリエイター）
- あがた森魚（ミュージシャン）
- 芳野藤丸（ミュージシャン）
- 藤井眞吾（ギタリスト）
- 岡田龍太郎（俳優、司法修習生）

### マスコミ
- 伊藤隆太（TBSアナウンサー）
- 加藤成史（NHKアナウンサー）

## 著名な教職員
- 谷口巌（国文学者、南京事件研究家、愛知教育大学名誉教授）

## その他
- 卒業寮生は、3泊までなら事前に寮職員に連絡すれば寮に宿泊することが可能である（滞在日数の食事のみ自己負担[7]）。
  - 多くの卒業生がやってくる。遠くからわざわざ本校に集まって成人式をやる卒業生たちもいる[7]。
- 2011年、東日本大震災による計画停電の対策として夏季休業期間に日能研の合宿会場として使用された。